# Shu (stato)

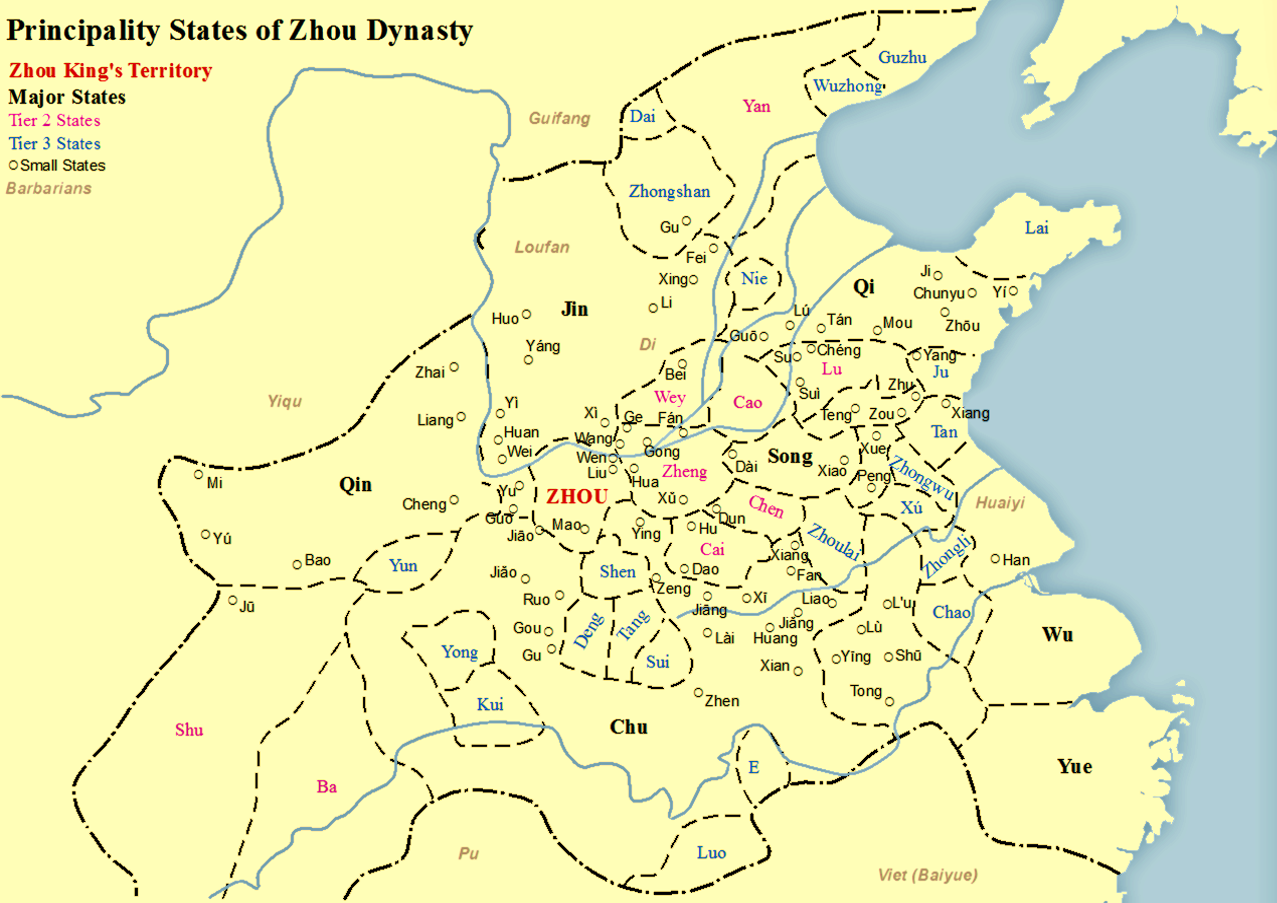
La dinastia Zhou e gli stati che la dividevano. In basso a sinistra, si vede lo stato di Shu in rosa.

Lo stato di Shu in caratteri cinesi

Lo stato di Shu (蜀S) era un antico stato che si trovava nell'est di Sichuan, in Cina.
Lo stato aveva come base la piana di Chengdu, nel bacino occidentale di Sichuan con alcune estensioni sul fiume Hanshui. A est si trovava la confederazione tribale Ba, oltre la quale, giù ai fiumi Han e Yangtze, si trovava lo stato di Chu. A nord dei monti Qinling c'era lo stato di Qin, a est e a sud abitavano piccoli popoli tribali poco potenti. Le recenti scoperte archeologiche a Sanxingdui e Jinsha, che si pensano essere i siti della cultura Shu, riportano la presenza di una civiltà unica nella regione prima della conquista dei Qin.
Fondato nel 1046 a.C. circa, lo stato indipendente Shu fu infatti conquistato dai Qin nel 316 a.C. Nei periodi successivi della storia della Cina, l'area di Sichuan continuò a essere riferita come Shu, omonima all'antico stato. Gli stati successivi fondati in quella regione presero tale nome, tra cui il regno di Shu fondato da Liu Bei.

## Storia

### Lo stato indipendente di Shu

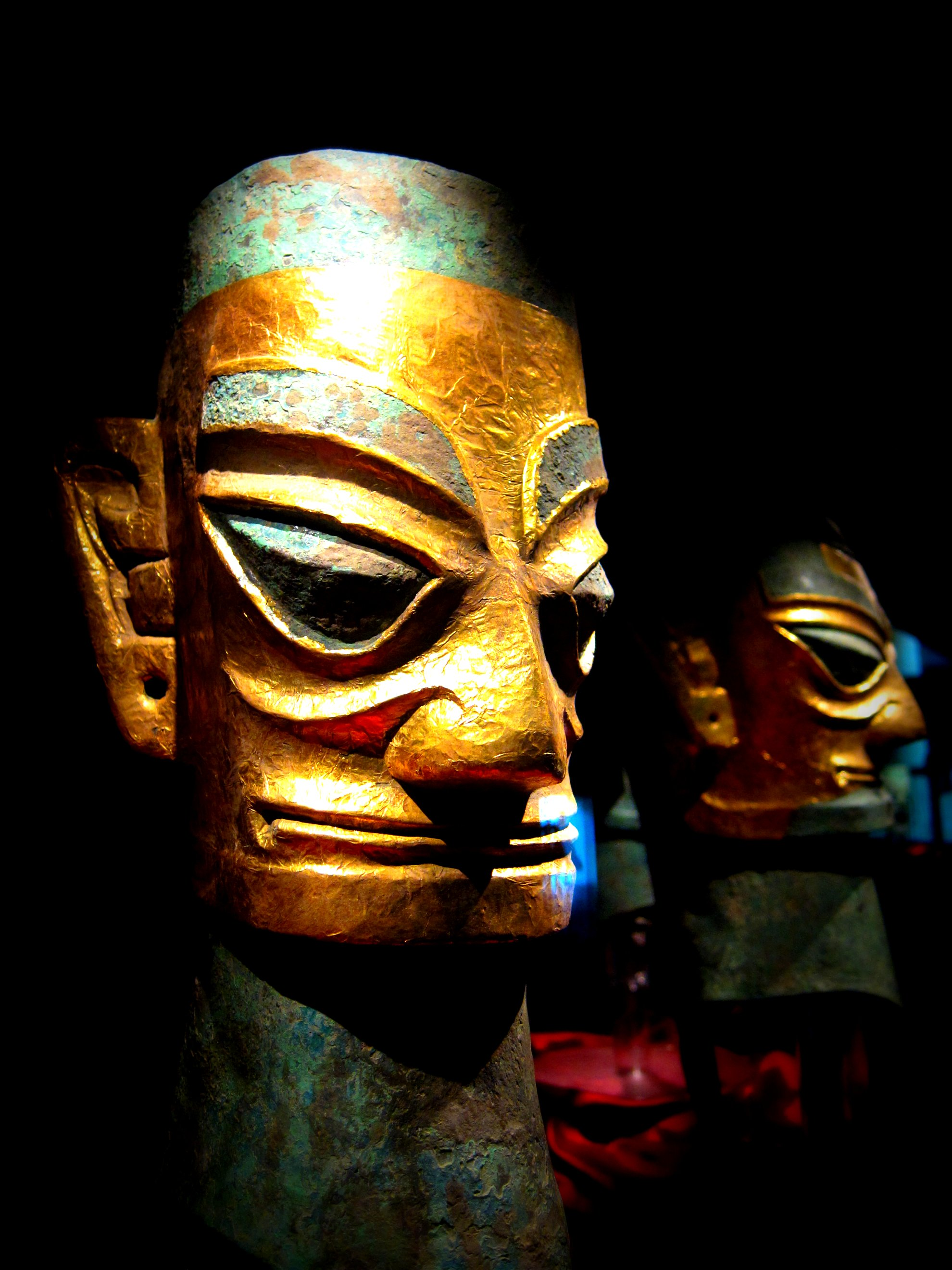
Una testa di bronzo con fogli d'oro creata dagli abitanti di Shu tra il XIII e il XII secolo a.C.

Prima del 316 a.C., il bacino di Sichuan era isolata da quella che allora era la Cina, incentrata sul bacino del Fiume Giallo a nordest. La scoperta del sito di Sanxingdui nel 1987 fu una grande sorpresa, poiché rivelava una grande cultura semi-cinese in precedenza sconosciuta, che sarebbe stata considerata da molti archeologi come quella di Shu. Tra il 2050 e il 1250 a.C., tale sito, a 40 km da Chengdu, sembra essere stato il centro di un regno piuttosto grande. Gli oggetti trovati in due fosse di tesori presentano uno stile distinto da quelli trovati a nord.
Tale regno è però poco menzionato nei primi registri storici cinesi fino al IV secolo a.C. Anche se ci sono prove che il nome di "Shu" sia presente nelle iscrizioni sugli ossi oracolari della dinastia Shang, che indicano un contatto tra le due culture, non si sa se si riferisse al regno sul Sichuan. Il nome di Shu appare per la prima volta nel Shujing come uno degli alleati di Re Wu di Zhou che lo aiutarono a sconfiggere gli Shang nella battaglia di Muye nel 1046 a.C. Poco dopo, però, come testimoniato nello Yizhoushu, un subordinato del Re Wu guidò una spedizione contro gli Shu. Dopo la battaglia di Muye, l'influenza a nord sugli Shu sarebbe ricaduta tramite, tra le altre cose, una distinzione culturale del regno stesso. Probabilmente l'espulsione degli Zhou dalla valle del fiume Wei nel 771 a.C. avrebbe incrementato l'isolamento di Shu
.

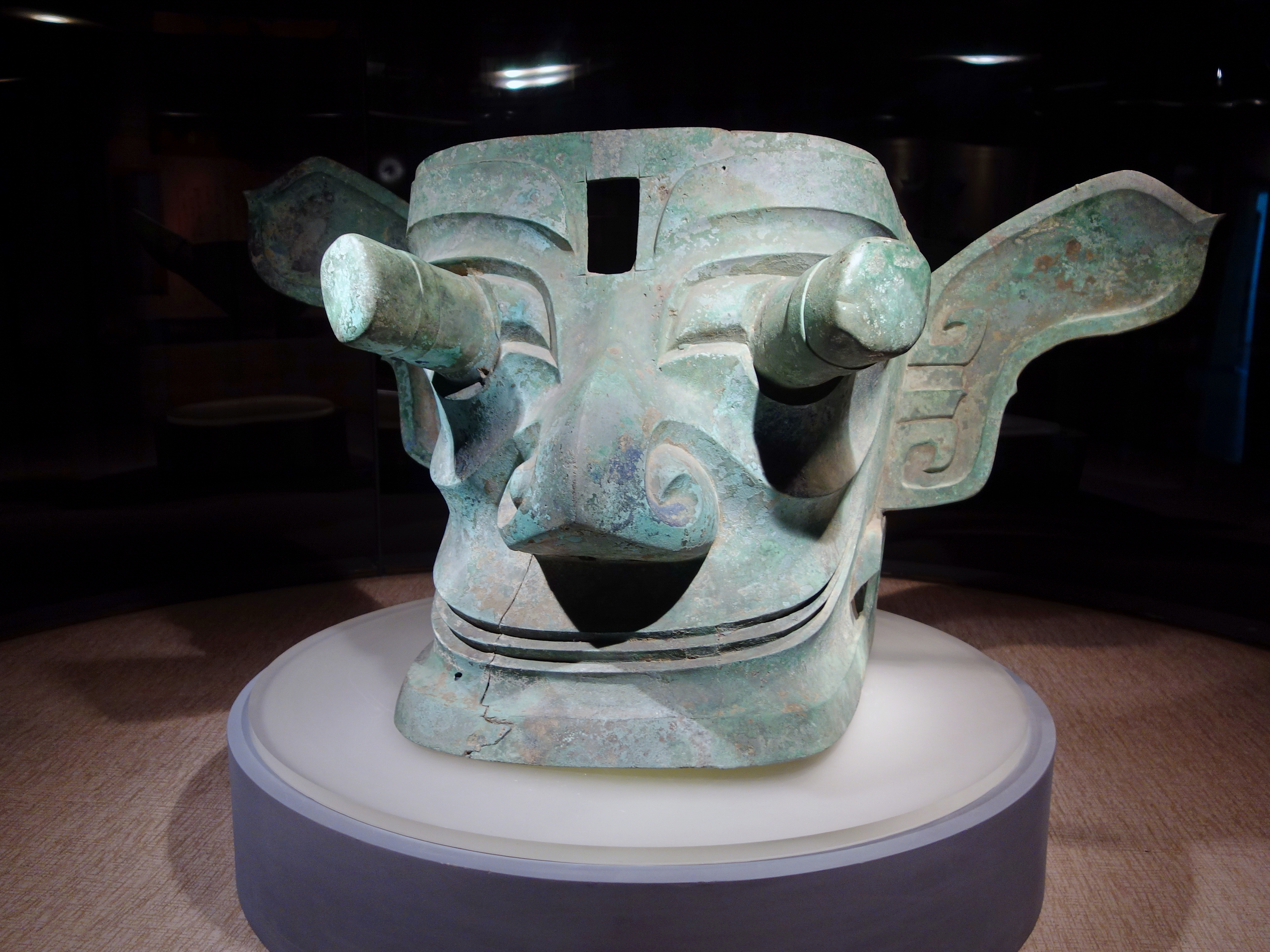
Questa grande testa di bronzo con gli occhi protundenti sarebbe forse una raffigurazione di Cancong, il primo re semi-leggendario di Shu.

I registri scritti di Shu sono in cran parte un misto di storie mitologiche e leggende storiche trovate negli annali e in alcuni appunti, tra i quali lo Shuwang benji (蜀王本紀) della dinastia Han e le Cronache di Huayang della dinastia Jin.  Tra i pochi nomi di re semi-leggendari troviamo Cancong (蠶叢, "baco da seta-cespuglio", ritenuto il fondatore della coltivazione del baco da seta a Sichuan), Boguan (柏灌, "irrigatore di cipressi"), Yufu (魚鳧, "cormorano"), e Duyu (杜宇, "cuculo"). Stando alle Cronache di Huayang, Cancong fu il primo di questi re semi-leggendari e aveva gli occhi protundenti, mentre Duyu insegnò agli abitanti Shu l'agricoltura e si trasformò in un cuculo dopo la sua morte. Nel 666 a.C., un uomo dello stato di Chu chiamato Bieling (鱉靈, "spirito di tartaruga") fondlò la dinastia Kaiming (開明), che durò per dodici generazioni fino alla conquista dei Qin. Secondo la leggenda, Bieling morì a Chu e il suo corpo galleggiò sul fiume che lo portò a Shu. Stando a registri che vennero dopo, i re Kaiming occuparono le terre meridionali prima di raggiungere il fiume Min e prendere Duyu.

### Cultura Ba-Shu
Durante la sua espansione a ovest fino alle valli dei fiumi Han e Yangtze, lo stato di Chu spinse da quella parte i popoli Ba verso Shu. Tra il V e il IV secolo a.C., si parla di una cultura mistra tra i Ba e gli Shu, anche se i due popoli rimasero distinti. La corte di Shu presentava anche alcune influenze Chu.

### Conquista dai Qin
Nel 474 a.C., gli emissari Shu presentarono dei doni allo stato di Qin, il primo contatto registrato tra questi due popoli. Più tardi, gli eserciti Shu attraversarono i monti Qinling e si avvicinarono alla capitale Qin di Yong, e nel 387 a.C. gli Shu e i Qin si affrontarono vicino ad Hanzhong sul fiume Han superiore.
Tra il 356 e il 338 a.C., Shang Yang rafforzò lo stato di Qin centralizzandolo. Nel 337 a.C. gli emissari Shu si congratularono con Re Huiwen di Qin per la sua ascesa. Attorno a quella data, sarebbe stata costruita la Strada del bestiame di pietra, un lungo sentiero costruito sopra le montagne per collegare i Qin e gli Shu. Nel 316 a.C., il Marchese di Zu, che fece parte della sua costruzione, fu coinvolto in una faccenda con i Ba e lottò con il fratello, il dodicesimo re Kaiming. Il Marchese fu sconfitto e si rifugiò prima dai Ba e poi dai Qin. Lo stratega Zhang Yi dei Qin propose di ignorare quei barbari e continuare a espandersi verso le pianure centrali, mentre Sima Cuo propose di usare il suo esercito superiore per annettere Shu, sviluppare le sue risorse e usare le nuove forze per attaccare i territori a est. La corte dei Qin scelse la proposta di Sima Cuo, ed entrambi i consiglieri furono mandati come generali. I due eserciti si incontrarono a Jaimeng sul fiume Jialing in territorio Ba, dove il re Kaiming perse numerose battaglie e si rifugiò a Wuyang, dove fu preso e ucciso. Qin tradì poi i suoi alleati e annetté la confederazione Ba.